# Hendriktop (Suriname)
De Hendriktop is een berg die deel uitmaakt van de Emmaketen in Sipaliwini (Suriname).
De berg heeft een hoogte van 1030 meter. De eerste gedocumenteerde beklimming door Europeanen vond plaats in 1902 onder leiding van A. van Stockum. Hij werd daarbij begeleid door de botanicus A. Pulle, de arts P.J. de Kock en J.W. van Gelder. De berg is vernoemd naar prins Hendrik.